# Arabsiyo
Arabsiyo este un oraș din nord-vestul Somalilandului.